# Dick Wessel
Dick Wessel (20 de abril de 1913 – 20 de abril de 1965) fue un actor estadounidense. 

## Biografía
Nacido en Milwaukee, Wisconsin, Wessel actuó en más de 270 filmes entre 1935 y 1966. Es quizás más recordado por su escalofriante retrato del despiadado estrangulador Harry "Cueball" Lake en la película Dick Tracy vs. Cueball.
Dentro de la carrera artística de Wesel destacan sus actuaciones en los cortos de Los tres chiflados Punchy Cowpunchers, Fright Night (en el papel de Chopper Kane) y Fling in the Ring. 
En 1959 fue el Capitán de Policía Bob Rattigan en el episodio "Rattigan and the Cat", dentro de la serie televisiva Border Patrol, protagonizada por Richard Webb.
Dick Wessel falleció a causa de un infarto agudo de miocardio en su domicilio en Studio City (Los Ángeles), California, el día en que cumplía 52 años. Acababa de finalizar su papel de Eddie el basurero en el film de The Walt Disney Company The Ugly Dachshund. Debido a su fallecimiento, el actor de voz Paul Frees hubo de doblar a Wessel en la posproducción. Fue enterrado en el Cementerio Nacional Fort Rosecrans de San Diego (California).